# Carneys Point
Carneys Point és una concentració de població designada pel cens dels Estats Units a l'estat de Nova Jersey. Segons el cens del 2000 tenia 6.914 habitants.

## Demografia
Segons el cens del 2000, Carneys Point tenia 6.914 habitants, 2.829 habitatges, i 1.841 famílies. La densitat de població era de 305,1 habitants/km².
Dels 2.829 habitatges en un 28,4% hi vivien nens de menys de 18 anys, en un 47,3% hi vivien parelles casades, en un 13,6% dones solteres, i en un 34,9% no eren unitats familiars. En el 30,2% dels habitatges hi vivien persones soles el 12,4% de les quals corresponia a persones de 65 anys o més que vivien soles. El nombre mitjà de persones vivint en cada habitatge era de 2,4 i el nombre mitjà de persones que vivien en cada família era de 2,98.
Per edats la població es repartia de la següent manera: un 23% tenia menys de 18 anys, un 8,5% entre 18 i 24, un 28,4% entre 25 i 44, un 23,9% de 45 a 60 i un 16,2% 65 anys o més.
L'edat mediana era de 38 anys. Per cada 100 dones de 18 o més anys hi havia 86,5 homes.
La renda mediana per habitatge era de 39.976 $ i la renda mediana per família de 51.270 $. Els homes tenien una renda mediana de 40.195 $ mentre que les dones 26.620 $. La renda per capita de la població era de 19.208 $. Aproximadament el 9,3% de les famílies i l'11,8% de la població estaven per davall del llindar de pobresa.